# Осада Полтавы (1633)
Осада Полтавы 1633 года — эпизод Смоленской войны в ноябре 1633 года. Узнав от языков, что основная часть запорожских казаков из Полтавы ушла на сбор в Лубны для подготовки похода в русские земли, воевода Белгорода Михаил Волынский снарядил отряд численностью 200 человек во главе со станичным головой Сидором Масловым, который вышел из Белгорода 3 ноября. На соединение с ним из Оскола выдвинулся отряд оскольских служилых людей во главе с сыном боярским Фёдором Митрофановым, посланный воеводой Яковом Хрущёвым. Объединённому отряду удалось подойти к Полтаве и приступом взять город и острог. Как писал воевода Волынский царю Михаилу Фёдоровичу, во время штурма «многих литовских людей побили и большой острог и слободы и посады пожгли, а достальные литовские люди сели в малом острожке». В плен попали «литовские начальные люди» Ивашка Ордынец и Якушка Неуструй. 20 ноября ратные люди вернулись в Белгород с крупным полоном.
В том же месяце имел место ещё один эпизод, связанный с походом под Полтаву. Вероятно, он состоялся незадолго до «официального» похода отряда Маслова и Митрофанова. Отряд из 90 охочих людей из Валуек, разорённых отрядом запорожцев Якова Острянина предыдущей весной, самовольно выступил под Полтаву. Подстрекаемый попом Микулой, этот отряд жаждал мести за сожжение крепости либо желал разыскать и освободить своих родственников, угнанных в плен. К нему присоединилось некоторое количество белгородцев и осколян. Однако из-за отсутствия военного руководства и чёткого плана действй, поход закончился провалом. Черкасы убили и взяли в плен десять человек, после чего отряд во главе с Ларионом Чёботовым и попом Микулой вернулся в Валуйки. О походе известно из донесения в Москву местного воеводы Исаака Бойкова.